# زوفرى قونيلي
الزَّوْفَرَى القُونِيلِيُّ (باللاتينية: Echinophora tenuifolia) هو نوع نباتي من جنس الزَّوْفَرَى الذي يتبع الفصيلة الخيمية.